# Delias callima
Delias callima is een vlindersoort uit de familie van de Pieridae (witjes), onderfamilie Pierinae.
Delias callima werd in 1905 beschreven door Rothschild & Jordan.